# Liste der Naturdenkmale in Körperich
Die Liste der Naturdenkmale in Körperich nennt die im Gemeindegebiet von Körperich ausgewiesenen Naturdenkmale (Stand 4. April 2024).

## Naturdenkmale
| Nr.         | Bezeichnung                                             | Lage                                                          | Beschreibung                                                                                   | Bild                                    |
| ----------- | ------------------------------------------------------- | ------------------------------------------------------------- | ---------------------------------------------------------------------------------------------- | --------------------------------------- |
| ND-7232-490 | Doppelstämmige Eiche im Park des Schullandheims         | Niedersgegen, Schloss-Straße, bei Nr. 12 Lage                 | Quercus sp.                                                                                    | Direkt Bild zu diesem Denkmal hochladen |
| ND-7232-491 | Starkeiche im Privatwald Zielkowski                     | Niedersgegen, östlich des Ortes; Abteilung Im Hofbüsch Lage   | Quercus sp.                                                                                    | Direkt Bild zu diesem Denkmal hochladen |
| ND-7232-492 | Königseiche im Forstrevier Obersgegen                   | Obersgegen, nordwestlich des Ortes; Abteilung Kammerwald Lage | Quercus sp., um 1575 gekeimt; 38 m hoch bei 4,75 m Brusthöhenumfang und 18 m Kronendurchmesser | mehr Fotos \| Fotos hochladen           |
| ND-7232-545 | Zwei Linden im Park des Schullandheims Niedersgegen     | Niedersgegen, Schloss-Straße, bei Nr. 12 Lage                 | Tilia sp., zwei Bäume                                                                          | Direkt Bild zu diesem Denkmal hochladen |
| ND-7232-546 | Zwei Blutbuchen im Park des Schullandheims Niedersgegen | Niedersgegen, Schloss-Straße, bei Nr. 12 Lage                 | Fagus sylvatica f. purpurea, zwei Bäume                                                        | Direkt Bild zu diesem Denkmal hochladen |
| ND-7232-547 | Platane im Park des Schullandheims Niedersgegen         | Niedersgegen, Schloss-Straße, bei Nr. 12 Lage                 | Platanus sp.                                                                                   | Direkt Bild zu diesem Denkmal hochladen |
| ND-7232-548 | Kastanie im Park des Schullandheims Niedersgegen        | Niedersgegen, Schloss-Straße, bei Nr. 12 Lage                 | Aesculus hippocastanum                                                                         | Direkt Bild zu diesem Denkmal hochladen |

## Ehemalige Naturdenkmale
| Nr. | Bezeichnung                                   | Lage                                          | Beschreibung                              | Bild                                    |
| --- | --------------------------------------------- | --------------------------------------------- | ----------------------------------------- | --------------------------------------- |
|     | Esche im Park des Schullandheims Niedersgegen | Niedersgegen, Schloss-Straße, bei Nr. 12 Lage | Fraxinus sp.; Rechtsverordnung aufgehoben | Direkt Bild zu diesem Denkmal hochladen |